# Maxim Gorki Theater
Das Maxim Gorki Theater (früher Maxim-Gorki-Theater) in der Dorotheenstadt im Ortsteil Mitte (Bezirk Mitte) von Berlin ist mit 440 Plätzen das kleinste der Berliner Staatstheater. Das Theater residiert in dem von der Chorvereinigung der Sing-Akademie zu Berlin im Jahr 1827 errichteten und in deren Eigentum stehenden Gebäude in der Nähe der Promenadenstraße Unter den Linden, hinter dem Kastanienwäldchen. Es ist benannt nach dem russisch-sowjetischen Schriftsteller Maxim Gorki. Zusammen mit dem nördlich anschließenden Palais am Festungsgraben (Adresse am Festungsgraben 1) bildet es ein denkmalgeschütztes Bauensemble.
Aufgrund seiner Geschichte als Stammhaus des Chores wird das Gebäude oft als Singakademie bezeichnet.

## Das Theater

### Geschichte
Infolge des Formalismusstreits und als Antwort auf Brechts Episches Theater im Berliner Ensemble wurde das Theater 1952 „als ein Ort zur Pflege russischer und sowjetischer Theaterkunst“ gegründet, also ein Jahr vor dem Tod Josef Stalins. Es wurde nach dem in der Sowjetunion offiziell verehrten Schriftsteller Maxim Gorki benannt. Unter seinem ersten Intendanten, dem Stanislawski-Schüler Maxim Vallentin, war es dem sozialistischen Realismus verpflichtet. Die ursprünglich geplante Eröffnung des Theaters mit Maxim Gorkis Nachtasyl wurde von der Staatlichen Kunstkommission unterbunden. Stattdessen eröffnete das Haus am 30. Oktober 1952 mit der deutschen Erstaufführung des sowjetischen Stückes Die auf See von Boris Lawrenjow.
In der kulturellen Tauwetter-Periode (siehe auch Entstalinisierung) Ende der 1950er Jahre kam es (auch unter dem Eindruck der Aufstände in der DDR, in Polen und in Ungarn) zur Aufführung solcher Stücke wie Alfred Matusches Nacktes Gras und Heiner Müllers Die Korrektur sowie Der Lohndrücker. Heiner Müller war in jener Zeit als Dramaturg angestellt.
Aufsehen erregte 1988 die DDR-Erstaufführung von Volker Brauns Die Übergangsgesellschaft in der Regie von Thomas Langhoff als Abgesang auf die gesellschaftlichen Verhältnisse in der DDR.
Anlässlich des 50. Jahrestages der Gründung im Jahr 2002 fasste der damalige Intendant Volker Hesse zusammen:

„Das Gorki-Theater und sein Umfeld sind geprägt von ständigen Umwälzungen […] Vieles sollte das Haus in den vergangenen fünfzig Jahren sein: Musterbühne des sozialistischen Realismus, Repräsentationsort sowjetischer und russischer Dramatik, Aufführungsort neuer deutscher Autoren, Diskussionsforum SED-kritischer Bewegungen, großstädtischer Boulevard-Treffpunkt und Ort der poetischen Entrückung. […] Vor allem in den letzten Jahren der DDR hatte das Gorki eine Öffentlichkeitsfunktion, die der Theaterarbeit Notwendigkeit und Sinn gab.“

### Intendanten

#### Kurzüberblick
| 1952–1968       | 1968–1994       | 1994–2001   | 2001–2006    | 2006–2013    | 2013–2019                        | seit 2019        |
| Maxim Vallentin | Albert Hetterle | Bernd Wilms | Volker Hesse | Armin Petras | Shermin Langhoff und Jens Hillje | Shermin Langhoff |

#### Maxim Vallentin (1952–1968)
Maxim Vallentin, Gründungsmitglied des Deutschen Theater-Instituts Weimar (1947–1953), arbeitete als erster Intendant seit 1952 am neu gegründeten Maxim-Gorki-Theater. Das Ensemble kam größtenteils von der Theaterhochschule Leipzig bzw. deren ehemaligen Instituten.
Regisseure, die während der Intendanz von Maxim Vallentin am Gorki-Theater inszenierten, waren:
Bernd Bartoszewski, Gert Beinemann, Hans-Robert Bortfeldt, Wolfgang Fleischmann, Ottofritz Gaillard, Wilhelm Gröhl, Achim Hübner, Gerhard Klingenberg, Gottfried Kolditz, Wolfram Krempel, Otto Lang, Joan Littlewood, Robert Lumer, Hans Dieter Mäde, Karl Palous, Walter Richter-Reinick, Helfried Schöbel, Horst Schönemann, Kurt Veth, Werner Schulz-Wittan, Hans-Georg Simmgen, Armin Stolper, Maxim Vallentin, Gerhard Winderlich, Erich-Alexander Winds, Gerhard Wolfram

#### Albert Hetterle (1968–1994)
Albert Hetterle war seit 1955 Schauspieler am Theater und übernahm mit der Spielzeit 1968/1969 die Intendanz des Hauses. Aufsehen erregte er u. a. 1988 aufgrund der Durchsetzung der Aufführung von Volker Brauns Die Übergangsgesellschaft unter der Regie von Thomas Langhoff, das den Untergang der SED-Diktatur vorwegnahm (Premiere: 30. März 1988).
Regisseure während der Intendanz von Albert Hetterle waren:
Hartwig Albiro, Eckhard Becker, Fred Berndt, Frank Beyer, Fritz Bornemann, Siegfried Bühr, Piet Drescher, Ulrich Engelmann, Karl Gassauer, Karin Gregorek, Wolfgang Heinz, Volker Hesse, Albert Hetterle, Siegfried Höchst, Achim Hübner, Otfried Knorr, Gerhard König, Wolfram Krempel, Thomas Langhoff, Boris Luzenko, Hans Dieter Mäde, Klaus Manchen, Martin Meltke, Hans-Peter Minetti, Manfred Möckel, Wolfgang Mochmann, Alfred Müller, Grigori Ostrowski, Bärbel Retemeyer, Carl-Hermann Risse, Hans-Georg Simmgen, Ernst Stötzner, Armin Stolper, Rudi Strahl, Victor Tapia, Jochen Thomas, B.K. Tragelehn, Kurt Veth, Bernd Weißig, Horst Westphal, Rolf Winkelgrund

#### Bernd Wilms (1994–2001)
Bernd Wilms kam zur Spielzeit 1994/1995 vom Theater Ulm als neuer Intendant an das Theater. Anschließend leitete er das Deutsche Theater Berlin; von 2008 bis 2010 war er außerdem Kurator des Hauptstadtkulturfonds in Berlin.
Regisseure während der Intendantenzeit von Bernd Wilms waren:
Mario Andersen, Martin Duncan, Klaus Emmerich, Deborah Epstein, Peter Fitz, Jochen Fölster, Christina Friedrich, Karl Gassauer, Günther Gerstner, Stefan Heckmann, Ulrich Hub, Grażyna Kania, Stefan Kimmig, Thomas Kirchner, Martin Kloepfer, Tom Kühnel, Thomas Langhoff, Uwe Eric Laufenberg, Johannes Lepper, Peter Lund, Andreas Marent, Manfred Meihöfer, Martin Meltke, Wenka von Mikulicz, Marcus Mislin, Bernd Mottl, Heidi Mottl, Stefan Otteni, Oliver Reese, Joachim Schlömer, K.D. Schmidt, Robert Schuster, Erich Sidler, Aureliusz Smigiel, Lore Stefanek, Alexander von Studnitz, Tim Supple, Katharina Thalbach, Kurt Veth, Dominik Wilgenbus, Bernd Wilms, Peter Wittenberg, Arie Zinger, Mark Zurmühle
sowie die 20 Regisseure von Schillernacht der Autoren (Premiere: 21. Januar 2000).

#### Volker Hesse (2001–2006)
Volker Hesse hatte bereits als freier Regisseur am Theater inszeniert (Weisman und Rotgesicht von George Tabori, 1991), bevor er 2001 die Intendanz des Hauses übernahm.
Regisseure zu seiner Zeit als Intendant waren u. a.:
Hilmar Baumann, Bruno Cathomas, Gesine Danckwart, Peter Dehler, Lavinia Frey, Beate Heine, Volker Hesse, Dominic Huber, Sandrine Hutinet, Thomas Langhoff, Joachim Meyerhoff, Andrea Moses, Bernd Mottl, Stephan Müller, Isabel Osthues, Stefan Otteni, Annette Reber, Rafael Sanchez, Samuel Schwarz, Katharina Thalbach, Kazuko Watanabe, Susanne-Marie Wrage

#### Armin Petras (2006–2013)
Armin Petras arbeitete vor der Übernahme des Theaters u. a. Anfang/Mitte der 1990er Jahre als Regisseur an verschiedenen ostdeutschen Theatern sowie anschließend am Staatstheater Kassel und am Schauspiel Frankfurt. Zur Spielzeit 2013/14 wechselte er an das Staatstheater Stuttgart, um dort die Schauspielintendanz anzutreten.
Regisseure, die während der Intendanz von Armin Petras am Theater inszenierten, waren u. a.:
Jan Bosse, Robert Borgmann, Felicitas Brucker, David Czesienski, Jorinde Dröse, Dominic Friedel, Rainald Grebe, Agnes Hansch, Robert Hartmann, Sebastian Hartmann, Jonas Knecht, Johann Kuithan, Cristin König, Antú Romero Nunes, Milan Peschel, Armin Petras, Nora Schlocker, Simon Solberg

#### Shermin Langhoff mit Ko-Intendanten (seit 2013)
Zur neuen Spielzeit 2013/14 übernahm Shermin Langhoff die Intendanz des Theaters zusammen mit Jens Hillje, der 2019 ausschied. Eines ihrer Ziele war der produktive Umgang mit gesellschaftlicher Heterogenität, der nicht das Einverständnis kleiner Grüppchen, sondern die Auseinandersetzung in der Gesamtgesellschaft im Blick hat. Der Schwerpunkt liegt auf den Spannungen zwischen Verantwortung und Schuld, innen und außen. Die meisten Schauspieler haben einen Migrationshintergrund. Unter der neuen Leitung stieg der Anteil der jungen Theaterbesucher weiter, der schon unter Armin Petras etwa ein Viertel betragen hatte, und mit Inszenierungen wie Common Ground konnte laut Langhoff auch ein Publikum angesprochen werden, das sonst eher theaterfern ist. Nach der ersten Spielzeit wurde das Gorki-Theater von der Zeitschrift Theater heute zum Theater des Jahres gewählt. ebenso 2016.
Regisseure, die während der Intendanz von Langhoff und Hillje am Gorki-Theater inszenieren, sind u. a.: Nurkan Erpulat, Sebastian Nübling, Yael Ronen, Sebastian Baumgarten, Mirko Borscht, Neco Çelik, Ruud Gielens, Hans-Werner Kroesinger, Lukas Langhoff, Hakan Savaş Mican, Falk Richter, Ives Thuwis, Christian Weise, Miloš Lolić, Mıraz Bezar, András Dömötör, Babett Grube, İdil Üner, Michael Ronen, Laila Soliman, Hannes Weiler, Lola Arias, Marta Gornicka und Oliver Frljic.
2022 übernahm Oliver Frljić eine Funktion als Ko-Künstlerischer Leiter. Langhoffs Vertrag wurde bis 2026 verlängert.

#### Çağla Ilk (ab 2026)
Am 1. August 2026 wird Çağla Ilk die Intendanz des Theaters übernehmen.

### Bekannte Ensemblemitglieder und Direktoren
Evamaria Bath, Hilmar Baumann, Manja Behrens, Jonas Dassler, Manfred Borges, Gerd Ehlers, Christoph Engel, Marina Frenk, Karin Gregorek, Jenny Gröllmann, Jörg Gudzuhn, Gerd-Michael Henneberg, Albert Hetterle, Jutta Hoffmann, Tim Hoffmann, Hansjürgen Hürrig, Walter Jupé, Uwe Kockisch, Marga Legal, Monika Lennartz, Lotte Loebinger, Klaus Manchen, Hans-Peter Minetti, Alfred Müller, Helmut Müller-Lankow, Orit Nahmias, Willi Narloch, Friedel Nowack, Dietmar Obst, Katja Paryla, Kurt Radeke, Renate Reinecke, Ruth Reinecke, Thomas Rühmann, Dimitrij Schaad, Udo Schenk, Swetlana Schönfeld, Aenne Schwarz, Eckhart Strehle, Hilmar Thate, Jochen Thomas, Ursula Werner, Dieter Wien

### Ehrenmitglieder
- 1964: Karl Kendzia
- 1969: Sabine Krug (Postum)

### Bekannte Ensemblemusiker
Norbert Bellmann (1940–1970, Gitarre und Gesang; Nachfolgerin in den Jahren 1973 bis 1986: Brigitte Breitkreutz, Gitarre); Gerd Ehlers (Schlagzeug und Gesang); Tim Hoffmann (1943–2015, Gitarre, Klarinette und Gesang); Peter Koch (Akkordeon); Robert M. Lumer (Banjo und Gesang); Helmut Müller-Lankow (Kontrabass und Gesang)

## Kontroversen
Gegen die Intendantin Shermin Langhoff wurden im Jahr 2019 Vorwürfe des Machtmissbrauchs bekannt. Die Probleme sollen laut Tagesspiegel intern und mit Hilfe des Berliner Senats mit Mediation und Coaching gelöst worden sein, es kam außerdem zu einem gerichtlichen Vergleich. Recherchen des rbb zeigten 2023 jedoch, dass es kein solches Mediationsverfahren gegeben habe und der damalige Kultursenator Klaus Lederer wegen fehlenden Zugriffs auf Archivmaterialien dies nicht habe aufklären können. Es herrsche weiterhin ein Klima der Angst. Aus Angst vor Repressalien traue sich aber kaum jemand Kritik zu äußern. Trotzdem wurde der Vertrag von Langhoff bis 2026 verlängert.
2023 wurde im Freitag in einem Streitgespräch diskutiert, ob sich das Theater nach dem russischen Überfall auf die Ukraine 2022 umbenennen sollte.

## Studiobühne

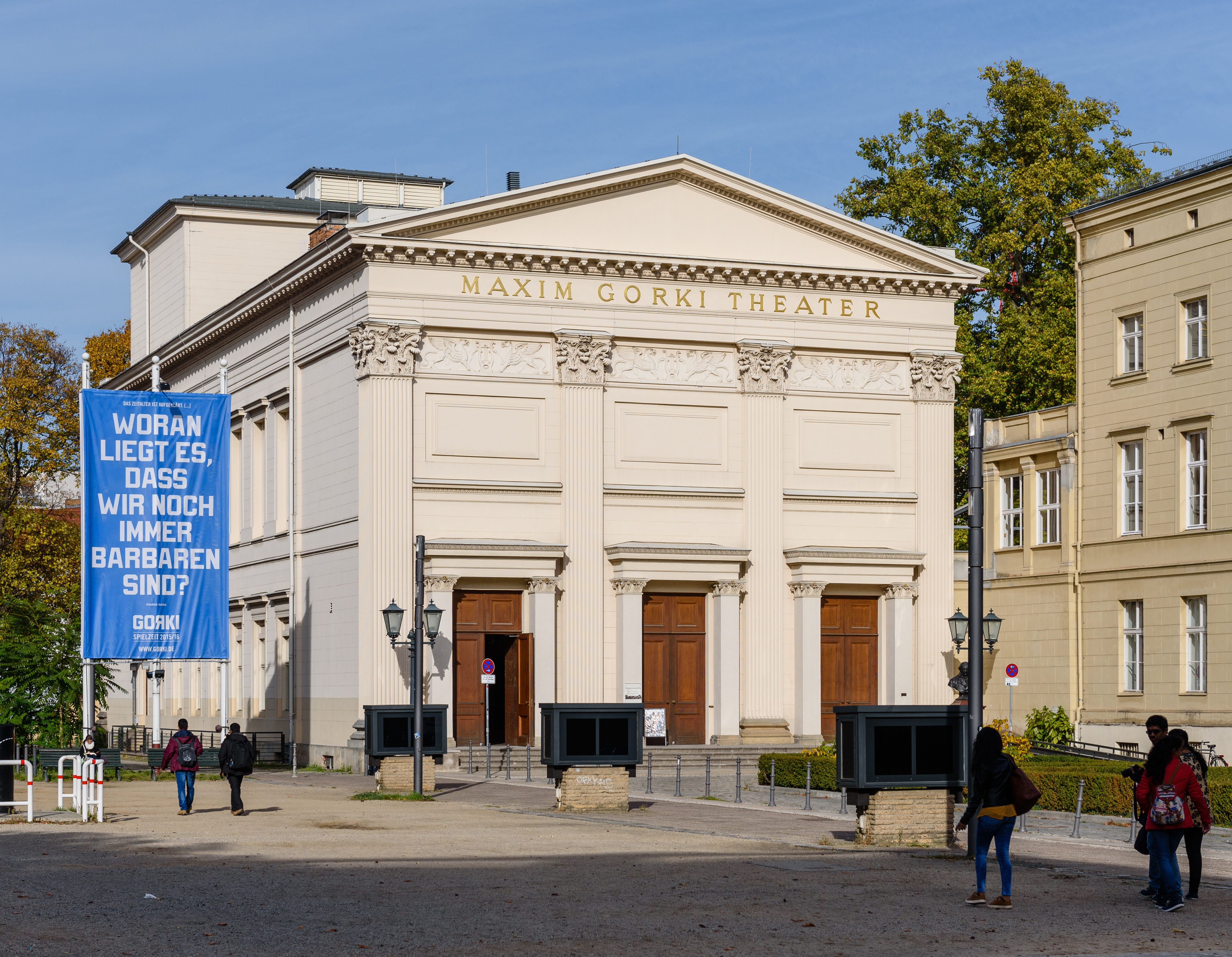
Theater im Jahr 2015 mit neuem Schriftzug „GOЯKI“ auf einem Banner

Mit dem Gorki-Studio besitzt das Theater eine zweite Spielstätte unweit des Haupthauses, in der Straße Hinter dem Gießhaus. Seit der Spielzeit 2013/14 wird sie Studio Я genannt, mit dem kyrillischen Buchstaben Я (gesprochen „ja“) der als Wort in mehreren slawischen Sprachen „ich“ bedeutet. Das Logo des Gorki-Theaters wird seither ebenfalls mit dem Buchstaben verwendet, der hier als pseudokyrillisches R fungiert („GOЯKI“). Die Studiobühne stand bis 2015 unter der Künstlerischen Leitung der Dramatikerin Sasha Marianna Salzmann. Anschließend übernahm der Autor Necati Öziri. Von 2018 bis 2020 war Regisseur und Dramaturg Tobias Herzberg Künstlerischer Leiter. (Herzberg wechselte danach an das Kasino vom Burgtheater in Wien.)
Das Studio Я versteht sich als Kunstasyl für marginalisierte Themen und Denkweisen, als Forum für Diskussionen und Schaffensprozesse, die international gedacht werden.

## Das Gebäude

### Geschichte

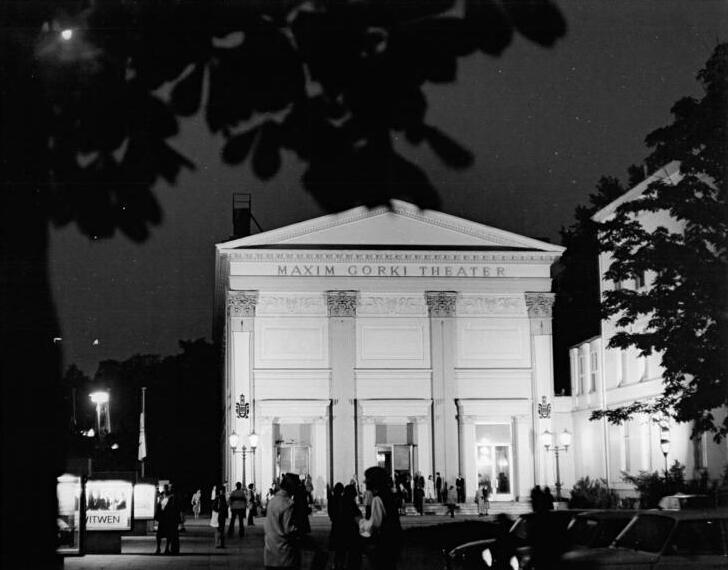
Berliner Festtage (13./14. Oktober 1979), anlässlich des ersten Auftritts des Kathakali-Theaters aus Indien.

Das Gebäude ist der älteste erhaltene Konzertsaalbau Berlins. Es wurde in den Jahren 1825 bis 1827 im Auftrag der unter Carl Friedrich Christian Fasch 1791 gegründeten Sing-Akademie zu Berlin erbaut, die sich damit unter ihrem damaligen Direktor Carl Friedrich Zelter ein eigenes Konzerthaus und eine eigene Heimstätte errichten ließ. Entwurf und Ausführung erfolgten durch Carl Theodor Ottmer (angeblich) unter Benutzung von Plänen des Architekten Karl Friedrich Schinkel im klassizistischen Stil.
In den Jahren 1827 und 1828 hielt Alexander von Humboldt hier seine Kosmos-Vorlesungen. Am 11. März 1829 fand die erste Aufführung der wiederentdeckten Matthäus-Passion von J. S. Bach durch die Sing-Akademie unter der Leitung von Felix Mendelssohn Bartholdy statt. Im Sommer 1848 war das Gebäude Tagungsort der konstituierenden Preußischen Nationalversammlung.
In den Jahren 1865 und um 1890 erfolgten Erweiterungsbauten nach Plänen von Martin Gropius und Reiner Körte.
Die Sing-Akademie konzertierte dort, bis das Haus im Zweiten Weltkrieg schwer beschädigt wurde. Danach beschlagnahmte die sowjetische Besatzungsmacht das Gebäude und nutzte es nach Wiederaufbau 1947 als Theaterhaus des benachbarten Haus(es) der Kultur der Sowjetunion (dem jetzigen Palais am Festungsgraben).
Nach der Wende, zwischen 1990 und 2012 wurde zwischen der Sing-Akademie und dem Land Berlin ein sehr komplexer Rechtsstreit sowohl auf verwaltungsrechtlichem (Restitution) als auch zivilrechtlichem Weg (Korrektur des Grundbucheintrages) um das Gebäude und die dazugehörigen Flurstücke ausgefochten. Nachdem das Verwaltungsgericht Berlin 2004 zugunsten der Chor-Akademie entschieden hatte, ging die Auseinandersetzung in die nächste Instanz. Am 7. Juli 2011 entschied das Berliner Kammergericht entgegen der vorherigen Auffassung des Verwaltungsgerichts und des Landgerichts, dass die Grundstücke doch wirksam enteignet worden seien, womit das Haus zunächst im Eigentum des Landes Berlin blieb. Ob das Land Berlin die Grundstücke im Wege der Restitution nach dem Vermögensgesetz an die Sing-Akademie rückübereignen müsste, hatte das Kammergericht ausdrücklich offengelassen, da es darüber nicht zu entscheiden hatte. Mit Urteil vom 7. Dezember 2012 entschied der Bundesgerichtshof, dass das Gebäude mit dem Grundstück nicht wirksam enteignet wurde und damit nach wie vor im Eigentum der Sing-Akademie stehe, so dass das beklagte Land Berlin an der Berichtigung des Grundbuchs mitwirken und zustimmen muss, dass die Sing-Akademie zu Berlin als Eigentümer in das Grundbuch eingetragen wird. Infolgedessen mietete das Land Berlin das Gebäude offiziell für das Maxim-Gorki-Theater an und unterzeichnete einen Erbbaurechtsvertrag über 25 Jahre, der eine Jahresmiete von jeweils 315 000 Euro vorsieht.

### Architektur
Das Theater ist ein Rechteckbau mit tempelähnlicher Fassade, die Fläche beträgt rund 513 Quadratmeter. Die Schau-Schmalseite ist durch korinthische Kolossalpilaster dreigegliedert und über dem umlaufenden Gebälk mit einem Tympanon abgeschlossen. Die drei Portale sind ädikulaartig ausgebildet, darüber befinden sich durch Gesims geschiedene Putzspiegel. Die Kapitellzone ist mit einem Greifenfries geschmückt. Die zugehörigen Wandflächen sind mit Relieffeldern verziert, die geflügelte Löwen um eine Lyra darstellen.
Nach dem Zweiten Weltkrieg wurde die Fassade des stark beschädigten Gebäudes originalgetreu wiederhergestellt. Die Arbeiten erfolgten nach Plänen und unter Leitung der Architekten Johannes Rey und Fritz Bornemann. Die Seitenfronten, welche vor dem Krieg durch Fenster in beiden Geschossen geöffnet waren, und der derzeitige Schriftzug Maxim Gorki Theater an der Fassade wurden neu gestaltet. Auch die Treppenhausanbauten von 1875 und 1888 an Nord- und Südwestecke wurden nicht wieder errichtet. Das Innere wurde komplett modernisiert und für die Nutzung als Theater umgebaut.

## Auszeichnungen
- 2014 und 2016: Theater des Jahres[37][38]
- 2015: Theaterpreis des Bundes, 80.000 Euro[39]
- 2016: Theaterpreis Berlin, 20.000 Euro, für die Intendanten Shermin Langhoff und Jens Hillje. In der Begründung der Jury hieß es, seit der Spielzeit 2013/2014 habe das Duo das Maxim-Gorki-Theater „konsequent und radikal zu einer Spielstätte gemacht, die die Vielfalt der Stadtbevölkerung spiegele.“[40]